# Кролл, Кристи
Кристин (Кристи) Кролл (англ. Christine «Christy» Krall, в девичестве Хайглер англ. Haigler; родилась 5 января 1948) — американская фигуристка и тренер. Она является серебряным призёром чемпионата США 1963 и 1965 годов, а также бронзовым в 1964. Она представляла США на Олимпийских играх в Инсбруке (1964), где заняла 7-е место.
Кролл окончила старшую школу Шайенн Маунтин и Колорадский колледж, а также была тренером в клубе Бродмур. Она начала тренерскую деятельность в 18 лет в качестве помощника Карло Фасси. В период с 1996 по 2002 год Кролл занимала пост старшего директора по спортивным программам в Федерации фигурного катания США, а также была членом делегации на зимних Олимпийских играх 2002.
Кролл занимается тренерской деятельностью в Колорадо-Спрингс. Среди её известных подопечных можно отметить олимпийского чемпиона Патрика Чана (с середины декабря 2009 года по апрель 2012 года), а также Агнес Завадски (с июня 2011 года по октябрь 2013 года), Армина Махбанузаде (с декабря 2011), Энджелу Ванг и Джошуа Фарриса.

## Результаты
| Соревнование            | 1961 | 1962 | 1963 | 1964 | 1965 |
| ----------------------- | ---- | ---- | ---- | ---- | ---- |
| Зимние Олимпийские игры | 7    |      |      |      |      |
| Чемпионаты мира         | 19   | 5    | 4    |      |      |
| Чемпионаты США          | 4 N  | 1 J  | 2    | 3    | 2    |